# ونگایندرانو (بخش)
ونگایندرانو (به لاتین: Vangaindrano) یک منطقهٔ مسکونی در ماداگاسکار است که در آتسیمو-آتسینانانا واقع شده‌است.